# Musée d'Art contemporain du Massachusetts
Le musée d'art contemporain de Massachusetts (en anglais : Massachusetts Museum of Contemporary Art, abrégé en MASS MoCA) est un musée des beaux-arts situé à North Adams dans le Massachusetts. Le musée fait partie du National Trust for Historic Preservation.

## Histoire
MASS MoCA est établi en 1999 après la fermeture de l'usine "Sprague Electric Works". Le fond environnemental et écologie du Superfund fut attribué pour désinfecter le lieu.
Le projet d'architecture de réhabilitation est effectué par Bruner Cott & Assoc de l'American Institute of Architects.
L'exposition permanente de Sol LeWitt sur 2500 m2 va rendre célèbre le MASS MoCA.

## Collections
- Sol LeWitt - "Wall Drawing"
- Anselm Kiefer
- Don Gummer
- Robert Rauschenberg
- Natalie Jeremijenko
- Bruce Odland
- Sam Auinger
- Simon Starling
- Tony Oursler
- Ron Kuivila
- Joseph Beuys
- Tim Hawkinson
- Mona Hatoum
- J. Otto Siebold
- Philip Guston
- Alain Bublex - "Plug-in City" (2000)
- Cai Guo-Qiang
- Kamrooz Aram
- Adam Cvijanovic & Peter Garfield
- Stephan Koplowitz
- Spencer Finch